# Takeo Kimura

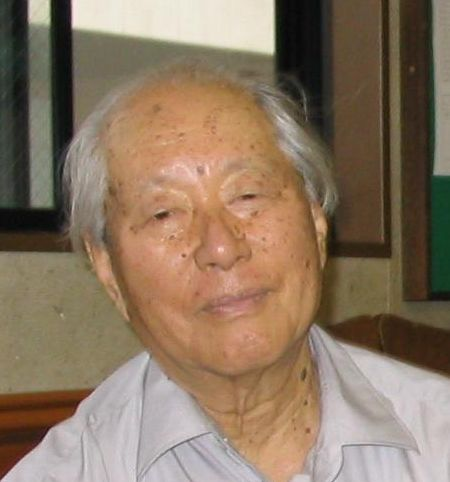
Takeo em 2003

Takeo Kimura (木村 威夫) (Tokyo, Japão em 1 de abril de 1918 - 21 de março de 2010), é um diretor de arte e diretor de teatro. Desde 1945 escreveu mais de 200 filmes. é considerado no japão com um dos melhores diretores. Trabalhou com outros diretores da categoria de Toshio Masuda, Kazuo Kuroki, Kei Kumai e Kaizo Hayashi. Fez filmes até os 90 anos, como Dreaming Awake (2008). Hoje em dia atua como Crítico de arte, professor, fotografo e Pintor

## Biografia
Graduado na Aoyama Gakuin University com pós em teatro, Kimura juntou-se a companhia Nikkatsu de cenografia em 1941.. No mesmo ano o governo japonês ordenou que os dez maiores estúdio, se consolidassem em apenas dois, fazendo com que surgi-se uma terceira de forma semi-independente chamada de Kadokawa Pictures.

## Prêmios
Kimura foi indicado para nove prêmios da academia japonesa de filmes por direção de arte. Na segunda cerimônia anual em 1979, foi indicado pelo Love and Faith.